# Уокер, Пола
Пола Джин Уокер (англ. Paula Jean Walker, 23 апреля 1986, Лестер, Лестершир) — британская бобслеистка, рулевая, выступала за сборную Великобритании с 2007 по 2014 годы. Чемпионка мира среди юниоров, обладательница нескольких медалей различных этапов Кубка Америки, участница двух зимних Олимпийских игр.

## Биография
Пола Уокер родилась 23 апреля 1986 года в городе Лестер, графство Лестершир. После окончания школы решила идти служить в армию, была зачислена в Королевский корпус связи. Там в возрасте девятнадцати лет заинтересовалась бобслеем и решила попробовать себя в этом виде спорта, вскоре прошла отбор в национальную команду и присоединилась к сборной Великобритании в качестве рулевой. С самого начала проявила себя весьма ярко, завоевав серебро и бронзу на этапах Кубка Америки 2010 года, буквально за пару лет зарекомендовала себя лидером женской команды.
Благодаря этим удачным выступлениям удостоилась права защищать честь страны на зимних Олимпийских играх 2010 года в Ванкувере, боролась за призовые места в программе женских двухместных экипажей, но по итогам всех заездов заняла лишь одиннадцатую позицию. На чемпионате мира в немецком Кёнигсзее, соревнуясь в составе смешанной команды по бобслею и скелетону, поднялась до четвёртого места, и это лучшее её достижение на мировых первенствах. В 2011 году Пола Уокер стала чемпионкой мира среди юниоров — впервые в истории этих соревнований первое место пьедестала досталось бобслеистке из Великобритании. В сезоне 2011/2012 показала свой лучший результат на Кубке мира, приехав шестой на этапе в канадском Калгари.
В 2014 году Уокер побывала на Олимпийских играх в Сочи, где финишировала двенадцатой в программе женских двухместных экипажей. Вскоре объявила об уходе из спорта, желая больше времени посвятить семье.

## Личная жизнь
Пола состоит в браке с бобслеистом Джоном Джеймсом Джексоном. 6 июня 2014 года стало известно, что пара ожидает появления своего первенца. В конце 2014 года родила дочку Поппи, а в мае 2015 года объявила об уходе из спорта, чтобы посвятить больше времени семье